# Бакчиев, Джаныбек Абдукапарович
Джаныбек Бакчиев (род. 13 июля 1967, Иссык-Кульская область, Кыргызская Республика) —  кыргызский государственный и политический деятель. Депутат VI созыва Жогорку Кенеша (парламент Кыргызской Республики) от партии «Бир Бол». Член комитета по правопорядку и борьбе с преступностью.

## Биография

### Ранние годы и образование
Выпускник экономического факультета Кыргызского Государственного Национального Университета и магистратуры Дипломатической Академии МИД Кыргызской Республики. Слушатель специальных курсов правительства США для руководителей подразделений специальных служб по борьбе с терроризмом.
Служил в армии. С 1988 по 1991 годы работал в милиции. С 1992 года — сотрудник органов национальной безопасности Кыргызской Республики.

### Политическая деятельность
В 1994 году Джаныбек Бакчиев уходит из органов и становится помощником губернатора Чуйской области Кыргызской Республики.
На службу в органы национальной безопасности  возвращается в 1997 году и сразу становится одним из инициаторов и первым руководителем Антитеррористического центра «Калкан», созданного при Министерстве национальной безопасности Кыргызской Республики. Это был переломный этап в развитии системы спецслужбы Кыргызской Республики. С этого момента впервые в своей истории антитеррористическое подразделение «Альфа» становится самостоятельным подразделением в структуре специальной службы. Предполагалось, что «Калкан» будет работать по двум направлениям: оперативное отслеживание обстановки и проведение боевых операций.
Из книги генерал-майора Г.Н.Зайцева "СПЕЦНАЗ "Альфа": дела и люди" - "...Отметим, что в 1997 году Жаныбек Бакчиев стоял у истоков создания в Киргизии антитеррористического центра "Калкан", заложившего основы и прообраз современного подразделения "Альфы" республики, фактически став первым командиром Группы. В основу этого центра в те годы были заложены традиции и боевой опыт подразделения "А" КГБ СССР."
В 1999 году в результате политических преследований со стороны режима президента Кыргызской Республики Аскара Акаева был обвинен в попытке конституционного переворота. В 2002 году — полностью реабилитирован.
После «тюльпановой революции» В 2007 году принимает участие в организации общественно — политического движения «Объединенный народный Фронт».
Весной 2009 года Джаныбек Бакчиев в рамках реформирования системы государственного управления инициирует создание качественно новой регистрационной системы страны. 
В октябре 2009 года распоряжением Президента Кыргызской Республики Джаныбек Бакчиев назначен главой Государственной регистрационной службы при правительстве.
В период управления Бакчиевым ГРС были значительно снижены коррупционные риски внутри системы, изменена система и подход к государственным услугам в сфере регистрации и реализованы несколько системообразующих проектов.
В частности:
- создан Центр персонификации документов при государственном предприятии «Инфоком».
- Впервые в истории Кыргызской Республики информационная база по персонифицированным документам граждан перешла в управление государственной структурой. В результате нововведений стоимость и сроки персонификации документов и услуг срочного документирования снизились.
- Открыты первые Центры обслуживания населения (ЦОН), оснащенные новой электронной системой учета граждан. ЦОНы обеспечили условия получения услуг документирования для всех граждан с минимальными моральными и материальными затратами.
- Узаконена продажа автомобильных номеров с особой комбинацией цифр. Средства от продажи, так называемых, «блатных» автомобильных номеров теперь поступают в государственный бюджет. Введена система, когда гражданин, желающий приобрести «красивый» автомобильный номер, может обратиться в Специализированный центр при Департаменте регистрации транспортных средств либо забронировать номер, не выходя из дома.
- Разработана Концепция развития государственной регистрационной системы Кыргызской Республики.

После вынужденного короткого перерыва вызванного событиями 7 апреля 2010 года Джаныбек Бакчиев вернулся в ГРС и, не смотря, на значительные успехи в становлении новой регистрационной системы, добровольно ушел в отставку в декабре 2011 года.
Бакчиев аргументировал свое решение покинуть пост председателя ГРС тем, что партия, рекомендовавшая его к назначению, не вошла в новую коалицию большинства. Свою позицию Бакчиев изложил в заявлении на имя премьер-министра Омурбека Бабанова. «Руководствуясь, прежде всего, моральными и этическими нормами, я считаю некорректным свое дальнейшее пребывание в должности председателя ГРС при правительстве КР.», - подчеркнул Джаныбек Бакчиев.

## Общественная деятельность
Глава общественного благотворительного Фонда "АРИЯТ". Фонд специализируется на оказании помощи семьям погибших сотрудников МВД.
Является почетным президентом Федерации боевого самбо Кыргызской Республики.

## Награды
- Памятный знак «МПА СНГ. 25 лет» (12 апреля 2018 года) — за содействие в деятельности Межпарламентской Ассамблеи и её органов[2].